# Carpentarský záliv
Carpentarský záliv (anglicky Gulf of Carpentaria) je mělký šelfový záliv Tichého oceánu na severu Austrálie mezi poloostrovy Cape York a Arnhemská země.

## Popis
Jeho šířka je 690 km ve směru západ – východ a 640 km ve směru sever – jih. Je největším zálivem v Austrálii. Východní a jižní pobřeží je bažinaté, ale západní břeh je skalnatý a srázný. Většina řek vlévajících se do Carpentarského zálivu je splavná i v době sucha, zejména pak řeky Roper, Mitchell, Van Diemen, Flinders, Leichhardt, Albert a Archer.
Záliv je pojmenován po Pieteru de Carpentier (1586/1582–1659), generálním guvernérovi nizozemské Východoindické společnosti v letech 1623–1627.
Ekologická časovaná bomba: Na každém čtverečním kilometru zálivu se ve vodě vznáší 3 tuny volných utržených rybářských sítí. Více než 20.000 sítí leží pak pod hladinou. Jde o utržené kusy, co sem donesly proudy z lodí provozujících komerční rybolov v jihovýchodní Asii.